# Три банана
«Три банана» — советский рисованный мультипликационный фильм 1971 года, снятый на киностудии «Союзмультфильм» по мотивам сказочной повести Зденека Слабого о приключениях мальчика на сказочных планетах.

## Сюжет
Мальчик Петрик встречает Волшебника, соглашается с его просьбой принести три банана и на нерабочем заколдованном лифте, пробив крышу, улетает в Сказку. Оказавшись на первой сказочной планете, он узнает, что бананы принадлежат только Чёрной Даме и добром она отдать не сможет.
На берегу у моря он замечает корабль, который оказывается кораблём Мечты. Капитан вначале не принимает Петрика, однако после нескольких минут разговора он берёт его. Но на пути у них появляются киты, которых послала Чёрная Дама. Благодаря смекалке и уму Петрика, Капитан отдаёт летающий самокат и письмо, которое нужно открыть в самый тяжёлый момент. Затем мальчик улетает на полученном самокате.
Далее герой оказывается на Снежной планете, где жили Снеговик и девочка по имени Сребровласка. Сребровласке скучно одной в ледяной пустыне, поэтому Петрик лепит для неё друзей-снеговичков. Но, заметив веселье, Чёрная Дама прилетает туда. Перехитрив её, Снеговик объясняет Петрику, что бананы находятся на Зелёной планете, и их охраняет дракон Бойсябой.
На самой Зелёной планете мальчик побеждает дракона своим бесстрашием, превратив его в воробья. Петрик достаёт три волшебных банана и, открыв в нужный момент письмо, оказывается на Земле. Дома Петрика встречает тот самый волшебник, который раскрывает тайну трёх бананов. Тайна заключалась в том, что добыть их можно только добротой и смелостью. Один из бананов мальчик посылает Сребровласке.

## Создатели
| автор сценария            | Жанна Витензон |
| режиссёр                  | Михаил Ботов |
| художник-постановщик      | Владимир Тарасов |
| композиторы               | Владимир Кривцов (песня), Евгений Крылатов |
| операторы                 | Михаил Друян |
| звукооператор             | Владимир Кутузов |
| художники-мультипликаторы | Виктор Арсентьев, Фаина Епифанова, Владимир Зарубин, Олег Комаров, Антонина Алёшина, Валентин Кушнерёв, Мария Мотрук, Игорь Подгорский, Марина Рогова, В. Харитонова |
| роли озвучивали           | Александра Бабаева — Петрик Степан Бубнов — Капитан / прохожий в очках / верблюд / жираф Ирина Карташёва — Чёрная дама Тамара Дмитриева — Сребровласка Евгений Весник — Снеговик / дракон Бойсябой С. Никифоров — Волшебник Вера Орлова — прохожая в зелёном берете / бабочка |

## Производство
Как и в мультфильмах «Русалочка» и «Синяя птица», в фильме был применён фотоколлаж как технологическое новаторство при изготовлении фонов.

## Отличия от книги
- В фильме очень упрощённо отражены всего несколько эпизодов из повести. Отсутствуют такие персонажи, как плачущий краб, осьминог, друзья Петрика (в оригинале – Пётр) и его родители, кафе с зевающим официантом и оркестром из приматов, Огниус и Златовласка, Принцесса Кисуля, Грац-Старший и Грац-Младший, девочка Мау и профессор Тау и другие.
- В фильме дракон так и стал воробушком, а в книге с помощью своей мечты он обманул Петрика и превратился в кондора, полетев к Чёрной даме.
- Фразу «Он был добр и помог нам. Но вам этого не понять» в фильме произносит Снеговик, тогда как в книге эту фразу произносит отсутствующий в фильме Огниус.
- В фильме Петрик легко срывает бананы. В книге, чтобы достать бананы, нужно было прикрепить к пальме три волоска Сребровласки и три волоска Златовласки.
- В фильме волшебник по имени не упоминается, тогда как в книге его зовут Господин в чёрной шляпе.

## Издание на видео
В середине 1990-х годов мультфильм был выпущен на кассете VHS (система PAL) в сборниках лучших советских мультфильмов Studio PRO Video, студии «Союз Видео».